# Christine Werner
Christine Werner (Viena, 26 de agosto de 1954) es una escritora austriaca. Es autora de dramas, cabaret literario, radiocomedias, arte en red, fotografía, poesía y narrativa.

## Biografía
Christine Werner nació en 1954, vive en Viena y Estiria. Ella misma se dice autora, artista de acción y artista en red.
La autora escribe dramas, cabaret literario, poesía, piezas radiofónicas, cuentos y novelas. Es un miembro de las asociaciones austríacas de los escritores Grazer Autorinnen Autorenversammlung, Linzer Autorenkreis y ODA (Autores austríacos escribiendo en dialecto). Werner recibió subsidios del gobierno austriaco y presentaba sus textos en público en Austria y Alemania.

## Premios
- 1996 Convocatoria de Literatura Viena
- 1997 Premio Luitpold Stern
- 1997 Subsidio para Autores de Teatro, del gobierno austriaco
- 1997 Premio GEDOK, Wiesbaden
- 1998 Subsidio de Viaje para la Literatura, del gobierno austriaco

## Obras
- Meine Schuhe eingraben, poesía, editorial G. Grasl, Baden bei Wien 1996
- Eine Handbreit über dem Knie, novela, Resistenz Verlag, Linz/Viena 1999
- Wien ist nicht Chicago, novela, Resistenz Verlag, Linz/Viena 2000
- fern & weh, Ein Reisefieber, cuento, Sisyphus Verlag, Viena 2002
- Eine Handvoll Himbeeren, radiocomedia, Radio Austriaca Ö1, Viena 2002
- Verdammt, novela corta, Arovell Verlag, Gosau 2008